# 弗拉季格羅夫海峽

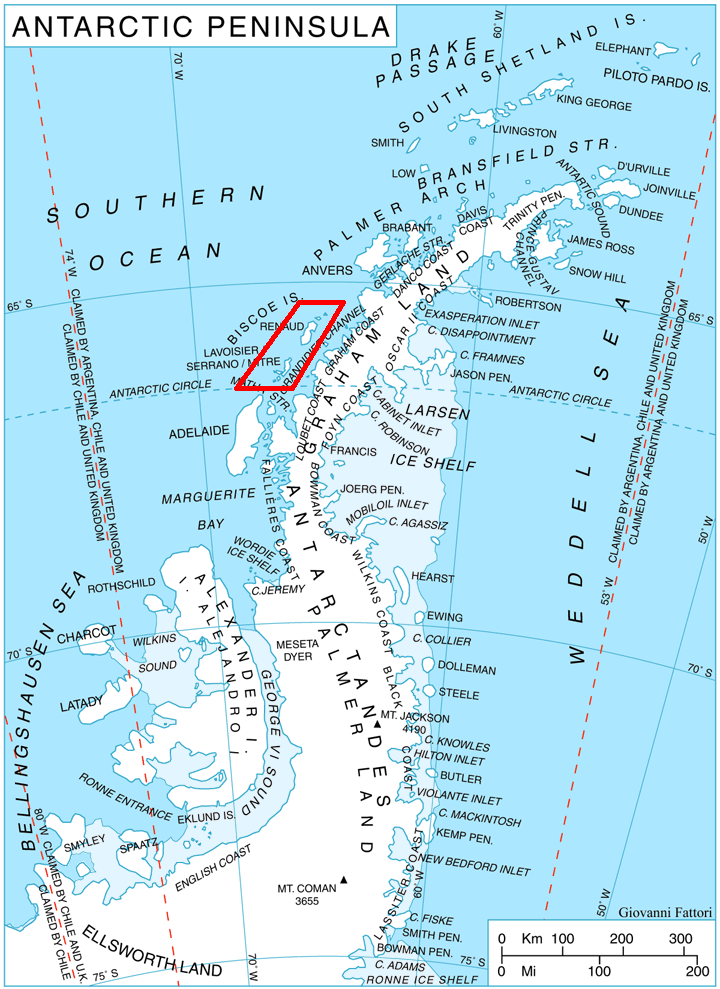

66°16′57″S 66°53′50″W / 66.28250°S 66.89722°W
弗拉季格羅夫海峽，是南極洲的海峽，位於比斯科群島地區，東面是林賽群島，西面是克羅格島，長5.8公里、寬1.05公里，以保加利亞作曲家潘喬·弗拉季格羅夫命名，現時由南極條約體系管理。